# Marko iz Apulije
Marko iz Apulije (15. stoljeće, talijanski graditelj).

Marko iz Apulije (magistro Marcocondam Petri de Troya lapicida), talijanski graditelj. Djelovao je tijekom prve polovice 15. stoljeća u Zadru. 
31. ožujka 1435. godine prima na osmogodišnje naukovanje u svoju radionicu Andriju Alešija. 
1447. godine radio je na gradskoj cisterni u Šibeniku.